# Беатрис Шеридан
Елисабет Ан Шеридан Скарбро (на испански: Elizabeth Ann Sheridan Scarbrough), по-известна като Беатрис Шеридан (на испански: Beatriz Sheridan), е водеща мексиканска актриса и режисьор, пионерка в мексиканските теленовели и голяма фигура в мексиканския театър от 20 век. Учителка по драматични техники и режисьор на най-популярните мексикански теленовели, Беатрис Шеридан е първата жена режисьор в редиците на мексиканската компания Телевиса. Нейният режисьорски стил се отличава с изпипана актьорска интерпретация, емоционално боравене със сцените и дълбока чувствителност при изобразяването на човешките драми.

## Биография

### Ранен живот
Елисабет Ан Шеридан Скарбро е родена на 25 юни 1934 г. в град Мексико в семейството на англичанка и мексиканец, които имат още 8 деца. Беатрис Шеридан учи литература в Университета в Мисури, САЩ. След това се връща в родния град, където започва да учи в Мексиканския колеж. Усъвършенствайки актьорската си техника, тя е отлична курсистка на известния преподавател от японски произход Секи Сано, на когото става асистент в някои театрални постановки.

### Театър
От 1959 г., в продължение на 4 години, Шеридан участва като главна актриса в мексиканския театър. Работила е с Алехандро Ходоровски по монтажите на La lección, Penélope, La sonata de los espectros, Fando y Lis, La ópera del orden и други. От 1963 г. участва в различни мексикански класически постановки, сред които Las troyanas (1963), режисирана от Хосе Соле Нахера, La moza de cántaro (1964), режисирана от Хосе Луис Ибаниес, Los secuestrados de Altona (1965), режисирана от Рафаел Лопес Миарнау, Extraño interludio, от Хавиер Рохас, Doce y una trece, от Хуан Хосе Гурола, Mudarse por mejorarse (1966), от Хосе Луис Ибаниес, Diálogo entre el amor y un viejo (1966), също от Ибаниес, Por Lucrecia, от Ектор Гомес, La noche de los asesinos (1967), от Хуан Хосе Гурола, Un tranvía llamado deseo (1968), от Димитро Сарас и Ah, los días felices (1977) от Маниел Монторо. През 1980 г. реализира това, което вероятно е най-запомнящото се представление в театъра – Las amargas lágrimas de Petra von Kant от Райнер Вернер Фасбиндер и режисирана от Нанси Карденас. За това впечатлявящо представление поетесата Пита Амор пише за Беатрис Шеридан есе, озаглавено Горчивите сълзи на Беатрис Шеридан.
Беатрис Шеридан е сред актьорите, които често са канени на премиерите на литературни творби, които да четат пред публика. За четенето на своите стихове Октавио Пас държи на присъствието на Беатрис Шеридан.
През 1981 г., заради внушителните интерпретации на Беатрис Шеридан на сцената, мексиканската писателка и поетеса Пита Амор пише есе за нея, озаглавено Горчивите сълзи на Беатрис Шеридан (на испански: Las amargas lágrimas de Beatriz Sheridan).

### Кино
Беатрис дебютира в киното през 1963 г. във филмовата версия на Las troyanas („Троянки“) от Еврипид, режисирана от Серхио Вехар. През 1965 г. участва във филма Тахимара с Пилар Пелисер и Клаудио Обрегон, режисиран от Хуан Хосе Гурола. През 1967 г. взема участие във филма Педро Парамо, режисиран от Карлос Вело. През 1969 г. е част от актьорския състав на Los recuerdos del porvenir, режисиран от Артуро Рипщейн. През 1980 г. участва във филма Мистерия, където си партнира с Елена Рохо, Хуан Ферара и Виктор Хунко. За участието си печели награда Ариел на Мексиканската филмова академия в категория „Най-добра актриса в поддържаща роля“. Вероятно, най-запомнящият филм, в които участва, е Confidencias (1983), режисиран от Хайме Умберто Ермосийо, базиран на романа Pétalos perennes от Луис Сапата. За това участие Беатрис Шеридан печели награди Ариел в категория „Най-добра актриса“.
Последният игрален филм, в който участва, е Gaby, una Historia verdadera (1987), режисиран от Луис Мандоки.

### Телевизия
Беатрис Шеридан е пионерка в мексиканските теленовели. Участва в Забранена пътека, първата мелодрама, произведена в Мексико. От тогава участва в множество телевизионни продукции, сред които Конституцията (1970), Отмъщението (1977), Габриел и Габриела (1982) и други. Специално внимание заслужават участията ѝ в теленовелите Да живееш по малко (1985), Алондра (1995), Истинска любов (2003) и други.
Последната теленовела, в която участва, е Срещу вълните на живота (2005), където прави забележителна игра заедно с актрисата Асела Робинсън.

### Режисьор
През последните две десетилетия от живота си, Беатрис Шеридан се изявява като режисьор на множество мексикански теленовели, популярни в целия свят. Тя е създателка на уникална техника в телевизията, която оставя следа в голям брой мексикански актьори. Режисьорският ѝ стил се отличава с изпипана актьорска игра, емоционално боравене и уникална чувствителност при изобразяването на човешките драми. Първата ѝ възможност като режисьор е предложена от известния чилийски продуцент Валентин Пимстейн в теленовелата Да живееш по малко, в която изпълнява главната отрицателна роля, а във втората част е и режисьор. Първият ѝ проект като режисьор е на теленовелата Опърничавата (1987), продуцирана от Хулиса. Вероятно, най-запомнящите се проекти, които режисира, са Дивата Роза (1987), прочутата мексиканска телевизионна трилогия, известна като Трилогия за Мария, включваща теленовелите Мария Мерседес (1992), Маримар (1994) и Мария от квартала (1995), Узурпаторката (1998) и Росалинда (1999). Тези теленовели имат огромен международен успех.

### Кончина
Беатрис Шеридан умира от сърдечен удар на 30 април 2006 г. в 4 часа сутрина в апартамента си в колония Сан Мигел в Чапултепек в столицата Мексико на 71-годишна възраст. Смъртта ѝ предизвиква вълна от почит в индустрията, подчертавайки не само професионалното ѝ наследство, но и ролята ѝ на режисьор и актриса. Пепелта ѝ е разпръсната в Карибско море, около плажовете на остров Косумел и Кинтана Ро, където актрисата е имала къща.
Беатрис Шеридан олицетворява високите постижения, страстта към изкуството и еволюцията на женската роля в телевизията. Нейното присъствие се усеща във всяка режисирана от нея сцена, във всеки актьор, на когото е помогнала да се оформи професионално, и във всяка теленовела, която все още пленява публиката. Името на тази изключителна дама е изписано със златни букви в историята на киното, телевизията и театъра.

## Филмография

### Актриса
Кино
- Gaby, una Historia verdadera (1987) – Майката на Фернандо
- Historia de una mujer escandalosa (1984)
- Confidencias (1982)
- Мистерия (1980) – Гладис
- Cananea (1978) – Присила Джонсън
- La dama del Alba (1975) – Перегрина
- Victoria (1972)
- La generala (1971) – Жената в театъра
- Лъжата (1970) – Адела де Ботел
- Narda o el verano (1970) – Нарда (глас)
- Lectura en silencio (1970)
- Los recuerdos del porvenir (1969) – Луиса
- La otra ciudad (1967)
- Педро Парамо (1967) – Едувихес Диада
- Тахимара (1965) – Клара
- Las troyanas (1963) – Касандра

Телевизия
- Срещу вълните на живота (2005) – Доня Карлота Сурита вдовица де Рудел
- Истинска любов (2003) – Дамяна Гарсия
- Да живеят децата (2002–2003) – Северина Естудио
- Ангелско личице (2000–2001) – Северина Естудио
- Алондра (1995) – Лорета Диас вдовица на Ескобар
- Дивата Роза (1987/8) – Кампана
- Бедната госпожица Лимантур (1987) – Бернарда
- Да живееш по малко (1985–1986) – Аура Мериса Обрегон
- Самотно сърце (1983) – Пилар
- Габриел и Габриела (1982) – Рита Рокафуерте де Рейес
- Ние, жените (1981) – Една
- Счупена кукла (1978) – Марта
- Отмъщението (1977) – Кармен Нарваес
- Булчински воал (1971)
- Лусия Сомбра (1971) – Сара Калверт
- Маските (1971)
- Конституцията (1970) – Кармен Сердан
- Тайната на изповедта (1965) – Кармела
- Кристален мост (1965) – Каталина
- Забранена пътека (1958)

### Режисьор
- Натрапницата (2001)
- Ангелско личице (2000–2001) (първа част)
- Росалинда (1999)
- Отвъд... узурпаторката (1998)
- Узурпаторката (1998)
- Есмералда (1997) (първа част)
- Мария от квартала (1995–1996)
- Мария Хосе (1995) (първа част)
- Маримар (1994)
- Мария Мерседес (1992)
- Моя малка Соледад (1990)
- Просто Мария (1989–1990)
- Дивата Роза (1987–1988)
- Опърничавата (1987)
- Върховно изпитание (1986)
- Да живееш по малко (1985–1986) (втора част)

## Награди и номинации
Награди Ариел
| Година | Категория                           | Филм         | Резултат |
| ------ | ----------------------------------- | ------------ | -------- |
| 1983   | Най-добра актриса                   | Confidencias | Печели   |
| 1981   | Най-добра актриса в поддържаща роля | Мистерия     | Печели   |

Награди TVyNovelas
| Година | Категория                            | Теленовела         | Резултат   |
| ------ | ------------------------------------ | ------------------ | ---------- |
| 1986   | Най-добра актриса в отрицателна роля | Да живееш по малко | Номинирана |

Награди ACE
| Година | Категория          | Теленовела     | Резултат |
| ------ | ------------------ | -------------- | -------- |
| 1995   | Най-добър режисьор | Маримар        | Печели   |
| 1993   | Най-добър режисьор | Мария Мерседес | Печели   |

Награди Califa de Oro
| Година | Категория               | Теленовела     | Резултат |
| ------ | ----------------------- | -------------- | -------- |
| 2003   | Най-добра първа актриса | Истинска любов | Печели   |

Златни награди TV Adicto
| Година | Категория                            | Теленовела     | Резултат |
| ------ | ------------------------------------ | -------------- | -------- |
| 2004   | Най-добра актриса в отрицателна роля | Истинска любов | Печели   |